# 彼得拉-利古雷
彼得拉-利古雷（義大利語：Pietra Ligure），是意大利萨沃纳省的一个市镇。总面积9.67平方公里，人口9345人，人口密度966.4人/平方公里（2009年）。ISTAT代码为009049。

## 姐妹城市
- 奥芬堡, 德国